# Mirăslău (rivier)
De Mirăslău (Hongaars: Miriszló) is een zijriviertje van de Mureș in Transsylvanië in Roemenië. Het riviertje stroomt van Cicău door de plaats Mirăslău waar het uitmondt in de Mureș.